# Trennschärfe eines Items
Unter der Trennschärfe eines Items, auch Itemtrennschärfe genannt, Formelzeichen {\displaystyle r_{i(t-i)}},versteht man in der klassischen Testtheorie die Korrelation eines Items i mit dem Gesamtergebnis eines Tests.
Die Trennschärfe soll eine Einschätzung ermöglichen, wie gut ein Item zwischen Personen mit niedriger und hoher Merkmalsausprägung trennt. Ein trennscharfes Item erlaubt eine Vorhersage darüber, dass Personen mit einem hohen (niedrigen) Testergebnis oder einer hohen (niedrigen) Merkmalsausprägung bei einem gegebenen Item einen hohen (niedrigen) Wert erzielen. Hierzu wird der korrelative Zusammenhang eines einzelnen Items mit dem Gesamttest ermittelt.
Für die Ermittlung der Trennschärfe wird i. d. R. eine „part-whole-Korrektur“ vorgenommen, d. h. das Item wird mit dem Testwert, der aus allen übrigen Items des Tests ermittelt wird, in Beziehung gesetzt:
{\displaystyle r_{i(t-i)}={\frac {\sigma (x_{i},x_{t-i})}{\sigma (x_{i})\;\sigma (x_{t-i})}}}
mit
- Werten {\displaystyle x_{i}} für das Item i
- Werten {\displaystyle x_{t-i}} für den Gesamttest ohne das Item i.

Der Wertebereich der Trennschärfe liegt zwischen –1 und +1:
- Bei einer hohen positiven Trennschärfe erfasst das Item etwas Ähnliches wie der Gesamttest.
- Eine Trennschärfe nahe 0 weist darauf hin, dass ein Item mit dem restlichen Test wenig gemeinsam hat.
- Eine negative Trennschärfe kann einen Hinweis darauf geben, dass ein Item  nicht wie beabsichtigt, sondern umgekehrt verstanden wurde oder dass es bei der Auswertung nicht richtig gepolt wurde.

Faustregel für die Itemselektion: die Items sollten wenigstens bessere Trennschärfen als +0,30 aufweisen.